# Moldavia en los Juegos Europeos de Bakú 2015
Moldavia participó en los Juegos Europeos de Bakú 2015 con una delegación de 86 deportistas. Responsable del equipo nacional fue el Comité Olímpico Nacional y Deportivo de la República de Moldavia, así como las federaciones deportivas nacionales de cada deporte con participación.

## Medallistas
El equipo de Moldavia obtuvo las siguientes medallas:
| Nombre              | Deporte     | Competición |
| ------------------- | ----------- | ----------- |
| Oro                 |             |             |
| —                   |             |             |
| Plata               |             |             |
| Piotr Ianulov       | Lucha libre | 86 kg M     |
| Bronce              |             |             |
| Svetlana Saenco     | Lucha libre | 75 kg F     |
| Alexandru Chirtoacă | Lucha libre | 57 kg M     |